# Frank Williams (színművész)
Frank John Williams (Edgware, 1931. július 2. – London, 2022. június 26.) angol színész. Legismertebb szerepe Timothy Farthing tiszteletes a BBC Az ükhadsereg című vígjátéksorozatából. Williams számos alkalommal alakított hasonló, komikus egyházi szerepeket pályája során, ismert még a Csengetett, Mylord? sorozat Charles érsekeként, de látható volt a Hi-de-Hi! című alkotásban is.
Néhány nappal 91. születésnapja előtt hunyt el.

## Filmográfia
- Kacagó kocogó, avagy Pitkin visszatér a moziba (1955)
- BBC Sunday-Night Theatre (1956-1958)
- The Army Game (1957-1960)
- Én és a tábornok (1959)
- Matróz a rakétában (1960)
- Anna Karenina (1961)
- Citizen James (1961-1962)
- Hugh and I (1962-1965)
- Fejesek (1963)
- Ne hagyd magad, Pitkin! (1963)
- Here's Harry (1963-1964)
- Comedy Playhouse (1963-1970)
- A sárga Rolls-Royce (1964)
- The Troubleshooters (1965-1969)
- The Worker (1965-1970)
- Harry Worth (1966-1967)
- Ébresztő a halottnak (1967)
- All Gas and Gaiters (1967-1971)
- Papák haptákban (1969-1977)
- Léon és az Atlanti Fal (1970)
- Monty Python Repülő Cirkusza (1972)
- Ellopták a dinoszauruszt (1975)
- A Rózsaszín Párduc bosszúja (1978)
- Szimat nyomozó (1980)
- The Kenny Everett Television Show (1982-1983)
- Tévedések vígjátéka (1983)
- Ray Bradbury színháza (1988)
- Kártyavár (1990)
- Csengetett, Mylord? (1990-1993)
- Az ükhadsereg (2016)